# Сурб-Хач (хачкар)

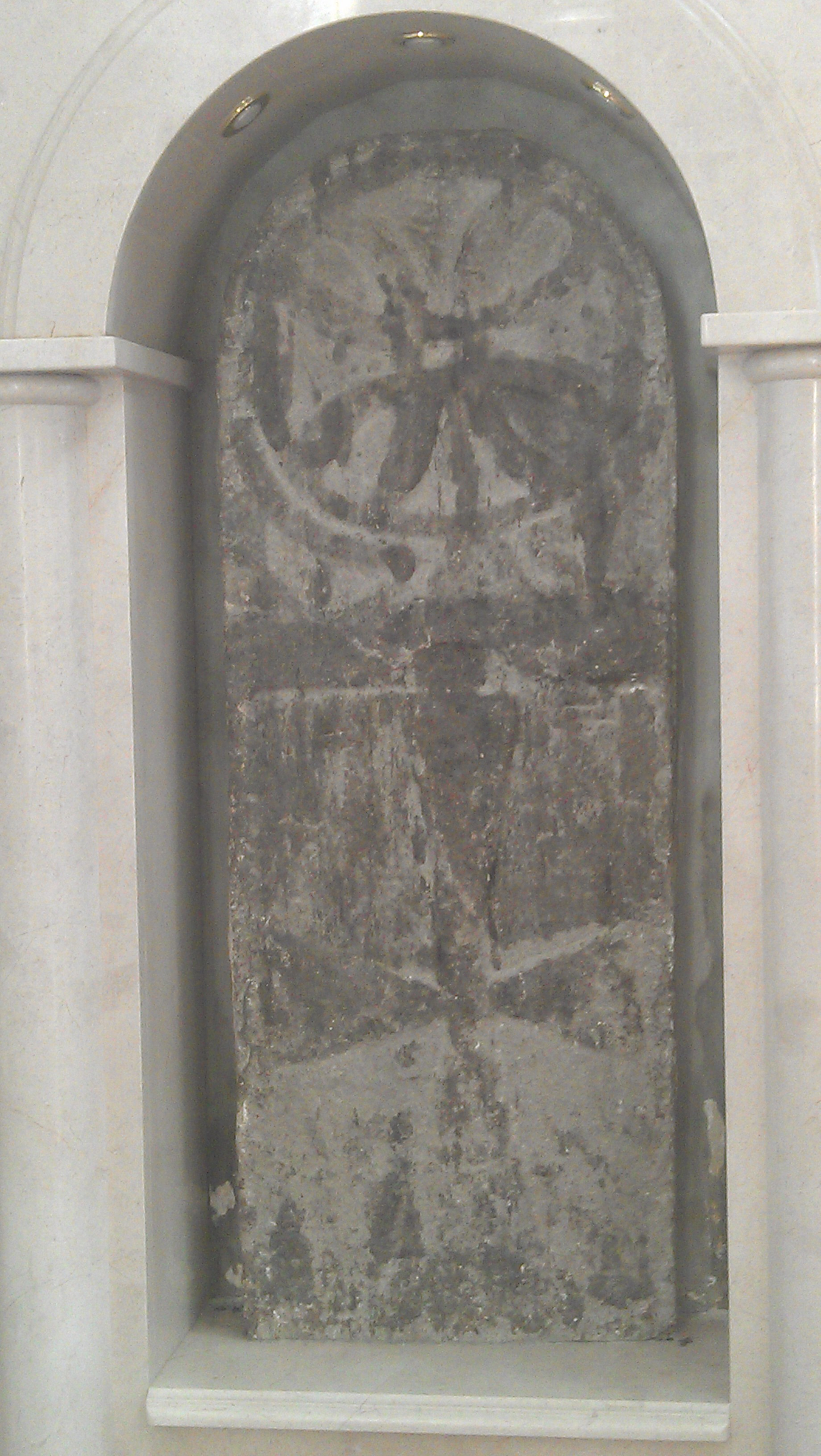
Хачкар Сурб-Хач

Сурб-Хач — вірменський хачкар (хрест-камінь) VI століття, що послужив основою для однойменного монастиря в Криму, потім перевезений у район річки Дон. У даний час перебуває в монастирі Сурб Хач в Ростові-на-Дону.

### Історія
В XI–XIII століттях, після падіння столиці вірменського царства міста Ані, гнані турками-сельджуками, а потім монголо-татарами, покинули своє місто і батьківщину. Велика частина переселенців опинилася в Криму. Вивезений з Ані хачкар Сурб-Хач послужив основою для кримського однойменного монастиря, спорудженого в 1385 році в околицях міста Старий Крим. Протягом п'яти століть хачкар перебував у кримському вірменському монастирі Сурб-Хач.
У 1778 році почалося переселення кримських вірмен у район річки Дон. Йдучи, вірменські переселенці брали із собою найнеобхідніше, у тому числі та церковне майно, серед яких було 800 хачкарів, включаючи хачкар Сурб-Хач. На новій Батьківщині, у споруджуваних на Дону церквах, колишні мешканці Криму намагалися зберегти образ і імена залишених храмів. Привезені із собою орнаментовані хачкари, побудованих церквах ставали невід'ємним елементом художнього оздоблення. Вони розташовувалися на фасадах і в інтер'єрах храмів. Особливу символічну роль грав анійський хачкар, поміщений у церкві чоловічого монастиря Сурб-Хач, що отримав назву на честь кримської обителі.
У 1924 році монастирську церкву пограбували. Хрест-камінь перевезли в Соборний храм Сурб Лусаворич. Однак після того, як і він, у 30-ті роки був закритий, хачкар Сурб Хач був встановлений у цвинтарній церкві Святого Карапета. Після цього хачкар перевезений в музей російсько-вірменської дружби, який розташовувався в будівлі закритої церкви Сурб-Хач. У 2007 році монастир повернено в лоно Вірменської Апостольської Церкви. Планувалося, що при переїзді музею в нову будівлю хачкар також буде перевезений. Однак на прохання парафіян хачкар Сурб-Хач залишився в однойменній церкві, де і знаходиться дотепер

## Галерея

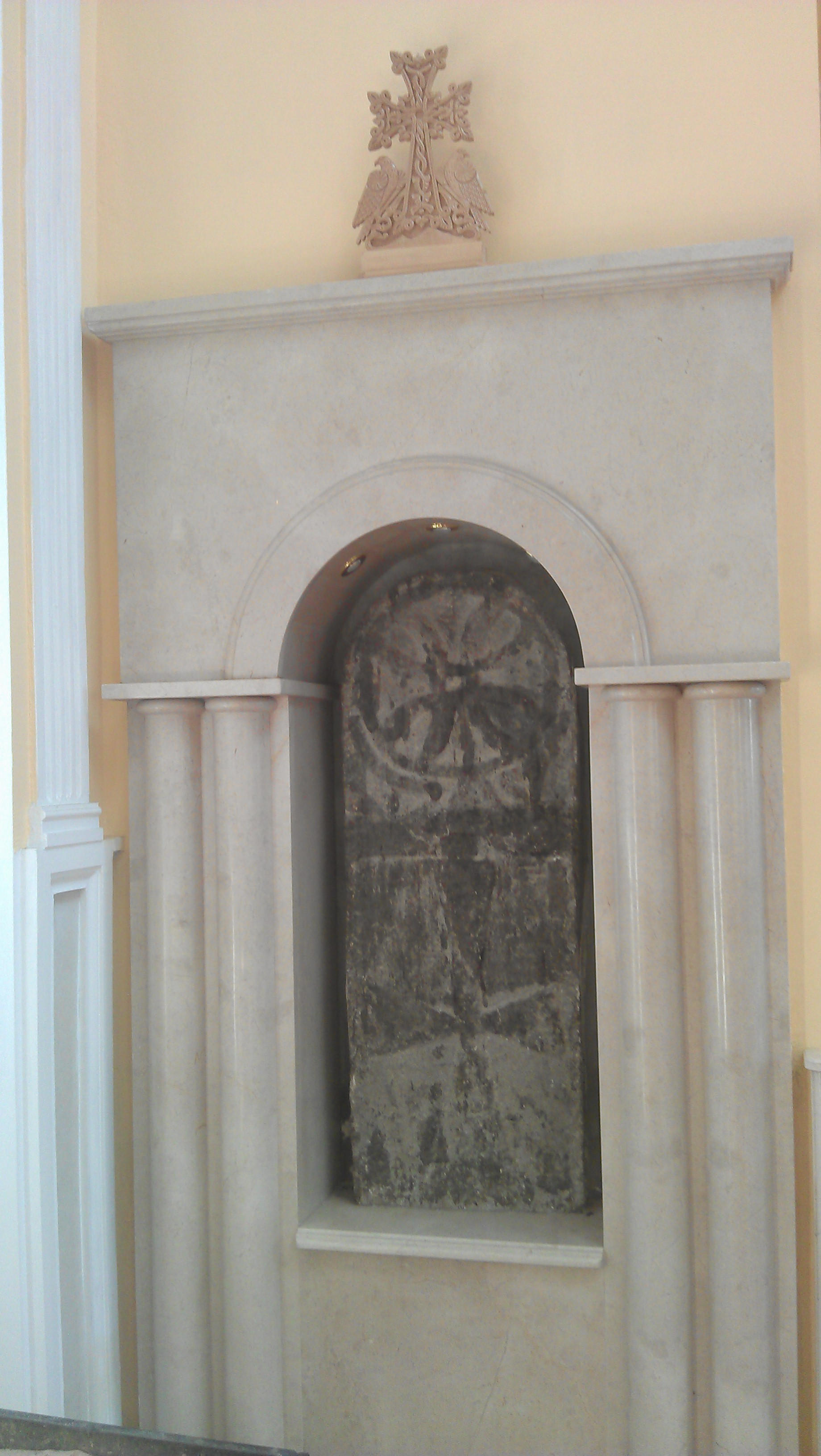

## Будова
У кінці XIX століття хачкар Сурб-Хач обрамляла позолочена скляна рама, доповнювали його два хрести: великий мідний і невеликий срібний, які зникли після розграбування церкви у 20-ті роки. Не відрізняючись особливою вишуканістю, хачкар був зроблений з базальту. Написи на пам'ятнику були відсутні. На лицьовій стороні хреста-каменя є два зображення типові для хачкарів стародавнього походження: У верхній частині каменю — розетка з декоративним орнаментом, що символізує сонце — що в свою чергу є знаком вічності, що вказує на вічне життя. Під розеткою розташовується великий хрест — символ християнства.